# Pojezdka v Visbaden
Pojezdka v Visbaden (russisk: Поездка в Висбаден) er en sovjetisk spillefilm fra 1989 af Jevgenij Gerasimov.

## Medvirkende
- Sergej Zjigunov som Dmitrij Sanin
- Jelena Seropova som Dzjemma
- Natalja Lapina som Marija Polozova
- Zinovij Gerdt som Pantaleone
- Zeinab Botsvadze som Rozelli